# John Rowan
John Rowan (ur. 1925) – brytyjski psychoterapeuta, superwizor, doradca osobisty oraz autor książek. Praktykuje terapię bólu pierwotnego (Primal Therapy) w Anglii. Wraz z Kenem Wilberem brał udział w badaniach nad psychologią transpersonalną.
Od roku 1973 bada zagadnienie podosobowości, wykłada, pisze i prowadzi warsztaty na ten temat. Jest autorem książki Subpersonalities (Podosobowości) oraz kilku innych książek na temat podosobowości. Jego książka The Transpersonal: Psychotherapy and Counselling (Transpersonalne: psychoterapia i doradztwo) była pierwszym opublikowanym w Wielkiej Brytanii podręcznikiem z tej dziedziny.
Największą popularność spośród jego książek zdobyła książka Ordinary Ecstasy (Zwyczajna ekstaza), opublikowana pierwotnie w 1996 roku, która jest przeglądem i przewodnikiem po wszystkich gałęziach psychologii humanistycznej.

## Publikacje

### Książki przetłumaczone na język polski
- J. Rowan, M. Cooper (red.): Jekyll i Hyde. Wielorakie Ja we współczesnym świecie. Gdańskie Wydawnictwo psychologiczne, 2008. Brak numerów stron w książce

### Książki w języku angielskim
- The Horned God. RKP, 1987. Brak numerów stron w książce
- Subpersonalities – The people Inside Us. Routledge, 1990. Brak numerów stron w książce
- Discover your subpersonalities – Our Inner World and the People In It. Routledge, 1993. Brak numerów stron w książce
- Healing the Male Psyche – Therapy as Initiation. Routledge, 1997. Brak numerów stron w książce
- The Reality Game – A Guide to Humanistic Counseling and Psychotherapy. Wyd. 2. Routledge, 1998. Brak numerów stron w książce
- Ordinary Ecstasy – The Dialectics of Humanistic Psychology. Wyd. 3. Routledge, 2001. Brak numerów stron w książce
- J. Rowan, M. Jacobs: The Therapist's Use of Self. Open University Press, 2002. Brak numerów stron w książce
- A Guide To Humanistic Psychology. Wyd. 3. AHPP, 2005. Brak numerów stron w książce
- The Future of Training in Psychotherapy and Counseling. Routledge, 2005. Brak numerów stron w książce
- The Transpersonal: Spirituality in Psychotherapy and Counselling. Wyd. 2. Routledge, 2005. Brak numerów stron w książce
- Personification: Using the Dialogical Self in Psychotherapy and Counselling. Routledge, 2010. Brak numerów stron w książce[2]